# Resolució 92 del Consell de Seguretat de les Nacions Unides
La Resolució 92 del Consell de Seguretat de les Nacions Unides, aprovada el 8 de maig de 1951, recordant les seves resolucions anteriors que exigien un alto el foc en el conflicte araboisraelià de 1948, el Consell va observar amb preocupació que els enfrontaments havien esclatat a la zona desmilitaritzada establerta per l'acord d'armistici general israelià-sirià del 20 de juliol de 1949, i que la lluita continuava malgrat l'ordre d'alto el foc del Cap d'Estat Major interí de l'Organisme de les Nacions Unides per la Vigilància de la Treva a Palestina. El Consell convida a les parts de les persones en les zones afectades a que cessin la lluita i les convida a complir amb les seves obligacions i compromisos amb les resolucions i els acords anteriors.
La resolució es va aprovar amb deu vots; la Unió Soviètica es va abstenir.